# Valérie Fratellini
Valérie Granier-Deferre, dite Valérie Fratellini, née le 2 janvier 1960 à Neuilly-sur-Seine, est une écuyère, une enseignante des arts du cirque et une directrice française d’école de cirque. Durant presque vingt ans, elle a également joué le clown blanc, en duo avec sa mère Annie Fratellini.

## Biographie
Valérie Fratellini est née à Neuilly-sur-Seine, en 1960, de l’artiste Annie Fratellini ( issue de la Famille Fratellini), et du cinéaste Pierre Granier-Deferre,. Elle n’est pas initialement élevée dans la tradition du cirque. Mais, adolescente, à 12 ans, elle rejoint dans l’une de leurs tournées sa mère Annie Fratellini et son deuxième époux Pierre Étaix, et se passionne pour la vie d’artiste de cirque. « La vie en caravane, le spectacle, c’était la liberté ! Je me suis dit : je veux faire ça ! ». Son grand-père, Victor Fratellini, lui trouve un lieu, un vieux gymnase, à Pigalle, où d’anciens artistes s’entraînent. Le mercredi après l’école, Valérie Fratellini y apprend l’acrobatie, puis le trapèze (sa difficulté à trouver un lieu de formation inspire à Pierre Étaix et Annie Fratellini la création en 1975 de la toute première école du cirque, à Paris, l'École nationale de cirque devenue en 2003 l'Académie Fratellini ). Blessée lors d’un entraînement au trapèze, elle apprend pendant sa convalescence les rudiments de l’équitation.
Lorsque sa mère, Annie Fratellini, vers 1980, se sépare de son second mari, elle la sollicite pour constituer ensemble un duo de clowns, Annie interprétant l’Auguste, Valérie le clown blanc,,. Ce duo joue jusqu’au décès d’Annie Fratellini, en 1997. Elle s’investit également dans l’École nationale de cirque en participant à la formation des élèves. Avec son compagnon Gilles Audejean, elle crée en parallèle en 1990 une troupe équestre, la troupe du Charivari, puis en 1999 la troupe Ô Cirque, avec notamment le spectacle Saudade, comprenant un numéro sur cheval où elle est en clown,. En 1991, à Noailles, dans le département de l'Oise, elle fonde l’Académie équestre du Moulin de Pierre, où sont enseignées l’équitation et la voltige,. Puis au début des années 2000, elle revient à l’Académie Fratellini et en devient la directrice pédagogique.